# Chiesa della Santa Croce (Scansano)

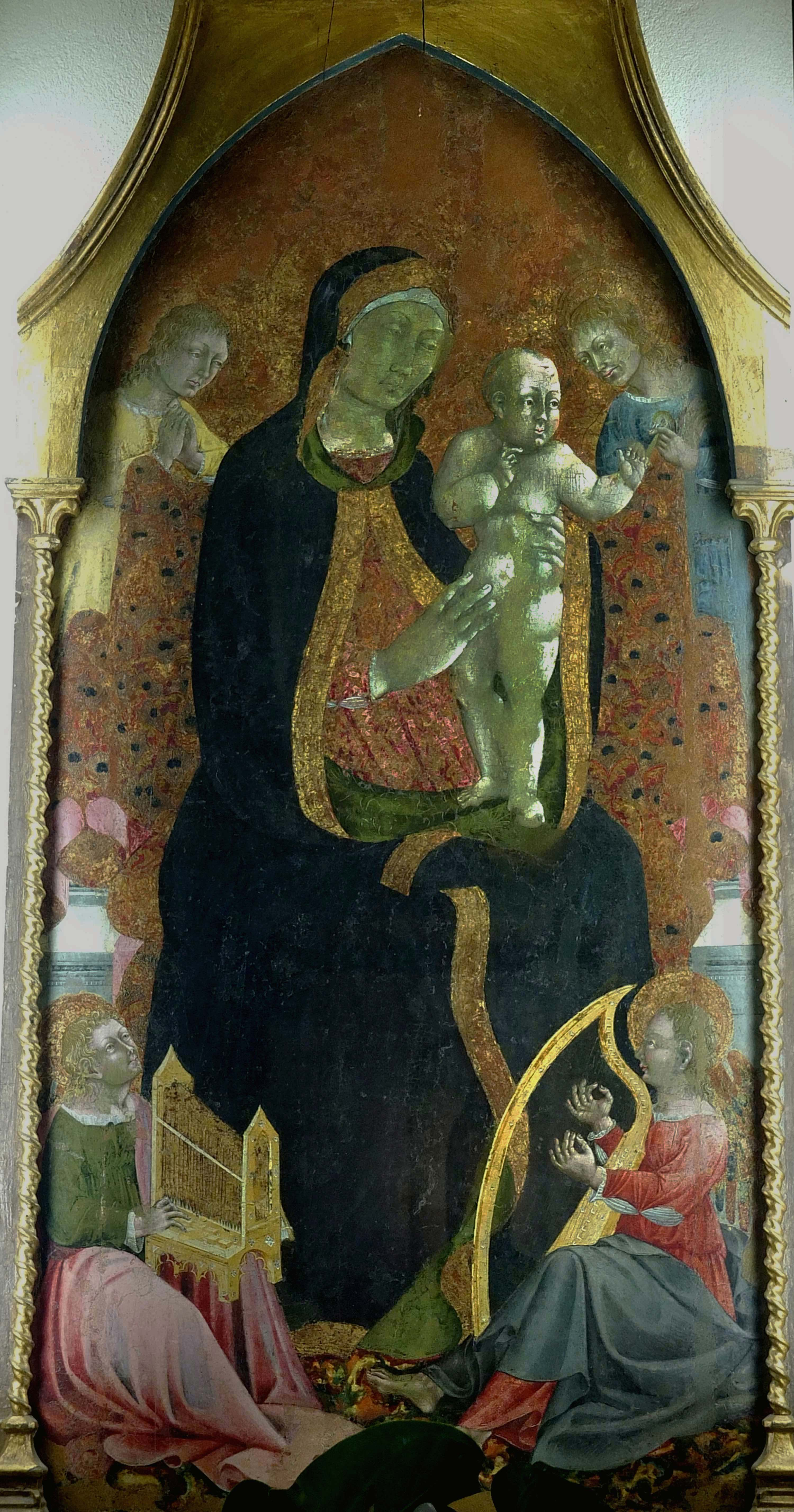
Giovanni di Paolo - Madonna con angeli musicanti

La chiesa della Santa Croce è un edificio sacro situato a Poggioferro, nel comune di Scansano.
Ricordata come cappella nel 1729 e divenuta poi parrocchia nel 1789, è stata interamente ristrutturata agli inizi degli anni trenta del XX secolo.
Vi è custodita un'importante tavola di Giovanni di Paolo raffigurante la Madonna con Bambino ed angeli musici. Il dipinto, che secondo una tradizione non ben comprovata proviene dalla cappella del castello del Cotone, e reca nella base un'iscrizione aggiunta negli anni trenta del Novecento, è stilisticamente riconducibile all'attività tarda del pittore (1475-80 circa). Sull'altare maggiore un Crocifisso ligneo policromato, opera di manifattura toscana settecentesca.